# Мачински планини
Мачинските планини (на румънски: Munții Măcin), може да се срещне и като Тулчински масив, е верига от стари, силно ерозирали планини в източната част на днешна Румъния, в историческия и културен регион на Добруджа (Тулча). Представляват сухо степно възвишение, разположено между долното течение на река Дунав, която го обгръща от запад и север и Черноморското крайбрежие на изток. Силно е разрушен от дейността на вятъра, причинена от постоянната разлика в температурата над сушата и морето. Долините между гранитните хълмове са запълнени с наноси от глина и глинести утайки. Мачинският хребет се състои от Мачинското възвишение на север (по-тясно) и Прикопанското възвишение на юг (по-широко). Разграничават се и други, по-малки форми на релефа. На юг Мачинските планини преминават в платото Лудогорие, което преминава в Северна България. Най-високият връх, Греч, е на 467 m над морското равнище.
Планините са едни от най-старите в Румъния, формирани са в късния палеозой – в периодите карбон и перм, по време на херцинската орогенеза. Срещат се много прелетни птици, особено грабливи. Някои птици, които обитават района са защитени, като гургулица, червенокръста лястовица, сиво каменарче, ориенталско каменарче, градинска овесарка и др. Основните естествени хищници са ловният сокол, късопръстият ястреб и белоопашатият мишелов.